# Praça de Entrecampos
Die Praça de Entrecampos [ˈpɾasɐ dɯ ɛ̃tɾɯˈkɐ̃puʃ] (dt. Platz zwischen den Feldern) ist ein Platz in der portugiesischen Hauptstadt Lissabon, der sich an der Kreuzung der Avenida das Forças Armadas (Westen), der Avenida da República (Süden) und der Avenida dos Estados Unidos da América (Osten) befindet. Er liegt somit direkt zwischen dem Campo Grande (zu Deutsch großes Feld) und dem Campo Pequeno (zu Deutsch kleines Feld).
Den Platz umgeben zahlreiche Hochhäuser mit vielen Wohnungen. Bis 2009 findet ein Großprojekt der Stadtverwaltung zur Sanierung der Wohnhäuser statt, es sollen unter anderem 67.000 m² Wohnraum, 24.000 m² Büroraum und 12.000 m² Handelsfläche teilweise saniert als auch gebaut werden. Die Kosten sollen sich auf etwa 150 Millionen Euro belaufen.
In der Mitte des Platzes befindet sich das am 8. Januar 1932 eingeweihte Monumento aos Heróis da Guerra Peninsular, zu Deutsch Denkmal für die Helden des peninsulanischen Krieges. Der Wettbewerb für das neue Denkmal im Jahr 1908 gewannen die zwei Brüder Francisco de Oliveira Ferreira (Architekt) und José de Oliveira Ferreira (Bildhauer). Die ersten Arbeiten für die Gründung des Fundaments fanden noch im September 1908 statt, bedingt durch die komplizierte politische und wirtschaftliche Situation Portugals in den Zwanziger Jahren waren die Bauarbeiten erst 1931 beendet. Die Einweihung fand unter Anwesenheit des portugiesischen Staatspräsidenten António Óscar de Fragoso Carmona statt. 
Seit 1891 gibt es südlich des Platzes den Bahnhof Lissabon Entrecampos, an dem heute Vorortzüge der staatlichen Comboios de Portugal und der privaten Verkehrsgesellschaft Fertagus halten. Zudem unterquert seit 1959 die Metro Lissabon, heute die gelbe Linie, den Platz und hält ebenso nördlich des Bahnhof Lissabon Entrecampos (siehe U-Bahnhof Entre Campos).